# Rivière Normandin
Rivière Normandin är ett vattendrag i Kanada.   Det ligger i provinsen Québec, i den östra delen av landet, 400 km norr om huvudstaden Ottawa. Rivière Normandin ligger vid sjöarna  Lac Connexe och Lac du Sentier.
I omgivningarna runt Rivière Normandin växer i huvudsak blandskog. Trakten runt Rivière Normandin är nära nog obefolkad, med mindre än två invånare per kvadratkilometer.